# Idroponica

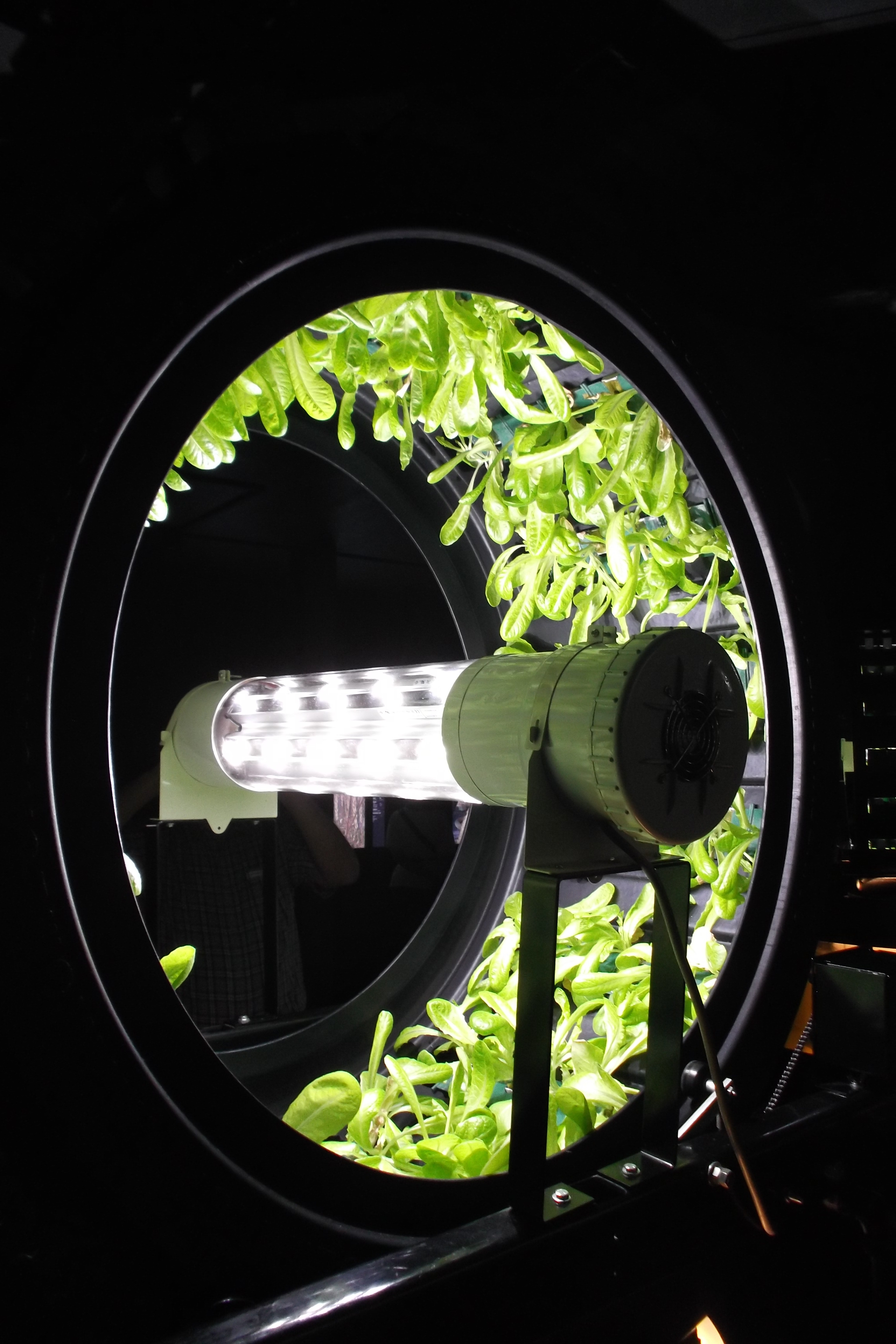
Dimostrazione di coltura idroponica al padiglione belga di Expo 2015

Per coltivazione idroponica (dal greco antico ὕδωρ hýdor, acqua + πόνος pónos, lavoro) o idrocoltura s'intende una delle tecniche di coltivazione fuori suolo: la terra è sostituita da un substrato inerte (argilla espansa, perlite, vermiculite, fibra di cocco, lana di roccia, zeolite, ecc.). La pianta viene irrigata con una soluzione nutritiva composta dall'acqua e dai composti (per lo più inorganici) necessari ad apportare tutti gli elementi indispensabili alla normale nutrizione minerale. La coltura idroponica consente produzioni controllate sia dal punto di vista qualitativo sia da quello igienico-sanitario durante tutto l'anno. È una coltura molto sostenibile 
Nel 2017 sono iniziate ricerche per utilizzare alcune tecnologie della NASA al fine di creare orti urbani idroponici e serre idroponiche "indoor".

## Presupposti della tecnica
Il ruolo del terreno nei confronti delle piante si può ricondurre fondamentalmente a tre funzioni:
- Fisico-meccanica: il terreno permette l'ancoraggio delle piante proteggendo l'apparato radicale dagli agenti atmosferici che possono interferire con la sua vitalità (umidità atmosferica, illuminazione, insolazione).
- Trofica: il terreno è l'ambiente fisico che in condizioni naturali fornisce alla pianta quasi tutti gli elementi minerali di cui ha bisogno attraverso l'assorbimento radicale. Solo il carbonio e l'ossigeno sono assunti con la nutrizione carbonica, prelevando l'anidride carbonica dall'aria attraverso le aperture stomatiche delle foglie.
- Ecologica: la rizosfera è la parte della biocenosi del terreno che ha rapporti più o meno diretti con l'apparato radicale della pianta. Tali rapporti sono la risultante di un sistema complesso di antagonismi e sinergismi. Fra gli antagonismi si citano le interazioni con fitofagi, parassiti, fitopatogeni, agenti di allelopatie, o, più semplicemente, la competizione con altri vegetali che occupano la stessa nicchia ecologica. Fra i sinergismi si citano le interazioni con simbionti mutualistici e con gli agenti di stimolazioni.

La tecnica colturale convenzionale può ottimizzare solo in parte le funzioni del terreno:
- Le lavorazioni e l'apporto di ammendanti possono migliorare lo stato di sofficità del terreno favorendo l'approfondimento delle radici. L'impiego di tutori, pali e fili di sostegno migliora l'ancoraggio delle piante.
- L'apporto di fertilizzanti (concimi, ammendanti, correttivi) e l'irrigazione sono operazioni che, adeguatamente integrate in una tecnica che ne sfrutti le sinergie, migliorano le condizioni trofiche del terreno. Tali interventi possono però essere in parte vanificati dalla complessità del sistema terreno, che manifesta sempre una reazione omeostatica attiva o passiva all'intervento antropico: le perdite temporanee o definitive di acqua ed elementi minerali (insolubilizzazione, lisciviazione, adsorbimento, assorbimento biologico, evaporazione, ecc.), causate da fattori atmosferici (evaporazione), meccanici (permeabilità, porosità) e fisico-chimici (scambio ionico, potenziale di ossidoriduzione, pH, tensione matriciale e osmotica, ecc.). Tali fattori, presi nel complesso, sono di difficile controllo ai fini dell'ottimizzazione della tecnica. La difficoltà di ottimizzazione è aggravata dal fatto che concimazione e irrigazione sono interventi discontinui e che non si adattano con la dinamica dei fabbisogni delle piante nelle diverse fasi fenologiche.
- La tecnica colturale convenzionale ha un notevole impatto sull'ecosistema tellurico trasformandolo in un agroecosistema. Il terreno naturale è riconducibile ad uno stadio di climax in cui la biodiversità è in grado di mantenere un equilibrio interno e garantire il naturale esaurimento del flusso di materia ed energia. L'agroecosistema è riconducibile ad un ecosistema in evoluzione in cui gli interventi agronomici generano un surplus di risorse in termini di energia e materia. La finalità di questo surplus è di indirizzare completamente il flusso di energia e materia nella produzione agraria, tuttavia crea le condizioni temporanee favorevoli all'ingresso di organismi che possono avvantaggiarsi. La ridotta capacità di reazione omeostatica dell'agroecosistema fa sì che gli organismi che s'insediano sono quelli a più elevato potere biologico (elevato potenziale di riproduzione, resistenza a condizioni avverse, ecc.). In questo insediamento tendono a prevalere gli organismi antagonisti della specie agraria, in quanto la dinamica evolutiva di un ecosistema porta spontaneamente ad un incremento della biodiversità. Alcune tecniche di agricoltura non convenzionale (produzione integrata, agricoltura biologica, sod seeding, ecc.) sfruttano la funzione ecologica del terreno, ma per le sue prerogative l'agricoltura convenzionale deve fare a meno di questa funzione in quanto si manifesta solo come antagonista.

Le coltivazioni fuori-suolo si basano in sostanza su una riduzione delle variabili in gioco e, soprattutto, delle reciproche interferenze sostituendo al terreno un ambiente fisico in cui i parametri sono di più facile controllo. Nel caso della coltivazione idroponica la soluzione di concetto si concretizza nei seguenti quattro punti:
1. La "funzione di protezione" delle radici nei confronti degli agenti atmosferici è svolta da un substrato solido inerte e tendenzialmente asettico. Il substrato non ha alcuna funzione di ancoraggio. Il requisito di base è quello di un grado di porosità sufficiente a permettere la circolazione della soluzione nutritiva e ospitare i capillizi radicali. Il volume a disposizione per ogni pianta perde importanza in quanto la concentrazione della soluzione nutritiva crea in uno spazio ridotto le condizioni ottimali per l'assorbimento radicale. In altri termini, la pianta non ha bisogno di espandere l'apparato radicale perché viene meno la funzione di ancoraggio e trova nelle immediate vicinanze l'acqua e i sali minerali di cui ha bisogno. È importante, invece, fare in modo che il volume a disposizione di ogni singola pianta non sia eccessivo in rapporto alla superficie: dal momento che le radici sono sommerse, gli scambi gassosi con l'atmosfera avvengono per diffusione in mezzo liquido, pertanto le radici devono trovarsi quasi a contatto con l'atmosfera per evitare fenomeni di asfissia radicale. In alcune tecniche di coltivazione idroponica il substrato è dunque integralmente sostituito da un sottile film liquido nel quale si sviluppano le radici.
2. La "funzione di ancoraggio" viene sostituita, se necessario, da un sistema di fili che tengono sospese le piante mantenendole in situ. In altri termini, l'ancoraggio della pianta è garantito fissandone l'apparato aereo ad un sistema di sospensione.
3. La "funzione trofica" del terreno è surrogata integralmente dall'apporto di una soluzione nutritiva per mezzo di un impianto di fertirrigazione, nel quale l'acqua irrigua è utilizzata come vettore dei sali minerali. Il substrato deve essere chimicamente inerte al fine di evitare interferenze di fattori chimici (es. scambio ionico e pH) con i parametri controllati attraverso la fertirrigazione.
4. La "funzione ecologica" del terreno è completamente annullata dall'idroponia. Dal momento che non esistono i presupposti per la creazione di una biocenosi favorevole, il substrato che surroga il terreno è del tutto inerte dal punto di vista biologico e il mezzo ospita esclusivamente le radici delle piante allevate. Rispetto alle tecniche convenzionali, l'idroponica manifesta da questo punto di vista significativi vantaggi in quanto si rimuove all'origine il contatto con gli agenti patogeni del terreno (in particolare Nematodi, agenti di marciumi basali e di tracheomicosi). Questi fattori avversi obbligano l'agricoltura convenzionale a ricorrere all'avvicendamento colturale in pieno campo e alla geodisinfestazione in coltura protetta. In ogni caso le piante allevate in coltura idroponica manifestano in genere un migliore rigoglio vegetativo e offrono produzioni più elevate non solo per il controllo dello stato nutrizionale ma anche per il migliore stato sanitario. Naturalmente queste considerazioni esulano dalle avversità che si ripercuotono sull'apparato radicale aereo.

## Parametri di controllo
I parametri di controllo essenziali sono quattro:
- pH:
è fondamentale per mantenere lo stato di solubilità degli elementi e ottimizzare i processi di scambio fra le radici e la soluzione nutritiva. Un pH che si discosta dal range ottimale peggiora lo stato nutrizionale delle piante per l'immobilizzazione chimica o fisiologica di uno o più elementi minerali.
- Conducibilità elettrica:
è il parametro con cui si controlla la concentrazione della soluzione nutritiva. Una conducibilità bassa è correlata ad un'eccessiva diluizione della soluzione, pertanto le piante si trovano in condizioni di nutrizione minerale carente. Fasi di fertirrigazione temporanee a conducibilità elettrica bassa sono tollerate anche per tempi relativamente lunghi ma si ripercuotono negativamente sia sulla resa quantitativa sia sulle proprietà organolettiche del prodotto. Una conducibilità eccessivamente elevata è correlata ad un'elevata concentrazione della soluzione e ad una tensione osmotica eccessivamente alta (in valore assoluto): entro le soglie critiche le piante manifestano sofferenza e consumano risorse energetiche per vincere il potenziale osmotico a scapito della resa produttiva, oltre le soglie critiche l'assorbimento radicale si arresta con conseguenti fenomeni di appassimento o avvizzimento. Fasi di fertirrigazione temporanee a conducibilità elettrica elevata sono tollerate solo per tempi brevissimi in quanto le specie più sensibili possono avvizzire in poche ore.
- Portata, tempi e cicli di erogazione:
sono i parametri con cui si controlla nel complesso la nutrizione minerale attraverso il ricambio della soluzione a contatto con le radici. Erogazioni troppo frequenti e volumi troppo alti (in relazione alla portata e alla durata delle erogazioni) innalzano i costi economici ed ambientali in quanto l'eccesso di soluzione si perde con il drenaggio a meno che l'impianto non sia provvisto di un sistema di riciclo della soluzione in eccesso. Erogazioni diradate e volumi troppo bassi riducono le rese produttive perché lo stato nutrizionale delle piante non è ottimale.
- Composizione chimica della soluzione:
è il parametro con cui si controlla il bilancio nutrizionale delle piante comparato nei vari elementi nutritivi, i rapporti di antagonismo fra potassio e metalli alcalino-terrosi, la solubilità dei vari sali. Dal momento che le piante necessitano di rapporti di concimazione differenti in relazione alla specie, al tipo di produzione e al rapporto resa quantitativa e qualitativa del prodotto, la composizione della soluzione è fondamentale per il raggiungimento degli obiettivi. Per la preparazione delle soluzioni vanno impiegati concimi ad alta solubilità in acqua. La preparazione deve rispettare una priorità nella sequenza partendo dai sali meno solubili e sono da preferire i fertirrigatori che usano due soluzioni madri, mantenendo separati i sali meno solubili da quelli più solubili. Per alcuni microelementi sono da preferire i formulati chelanti.

## Vantaggi rispetto alla coltivazione tradizionale[9][10]
La coltivazione fuori suolo presenta degli evidenti vantaggi in situazioni ambientali dove il substrato non è in condizione di far crescere la coltura in modo ottimale, come ad esempio roccia o terreni eccessivamente sabbiosi.
Un altro vantaggio di questo tipo di coltivazione è il minor utilizzo di acqua per ottenere il medesimo risultato, indicativamente di un decimo rispetto alla coltura in terra, rendendo questo sistema particolarmente utile in quelle situazioni ambientali dove la scarsità di acqua rende difficile o addirittura impossibile la coltivazione di ortaggi.
Da non sottovalutare l'aspetto ambientale visto che l'utilizzo dei fertilizzanti è mirato e non ci sono dispersioni nel terreno; l'utilizzo di diserbanti è assente, mentre l'utilizzo di antiparassitari è decisamente ridotto.
Attualmente sono disponibili in commercio dei fertilizzanti biologici che danno la possibilità, utilizzando un impianto idroponico, di ottenere un prodotto biologico (ma non certificato in base al Regolamento (CE) N. 834/2007).
In termini qualitativi il prodotto mostra uniformità di dimensione e caratteristiche oltre che qualità organolettiche costanti in tutta la produzione, qualità richieste dalla distribuzione organizzata ai produttori di frutta e ortaggi.

## Galleria d'immagini

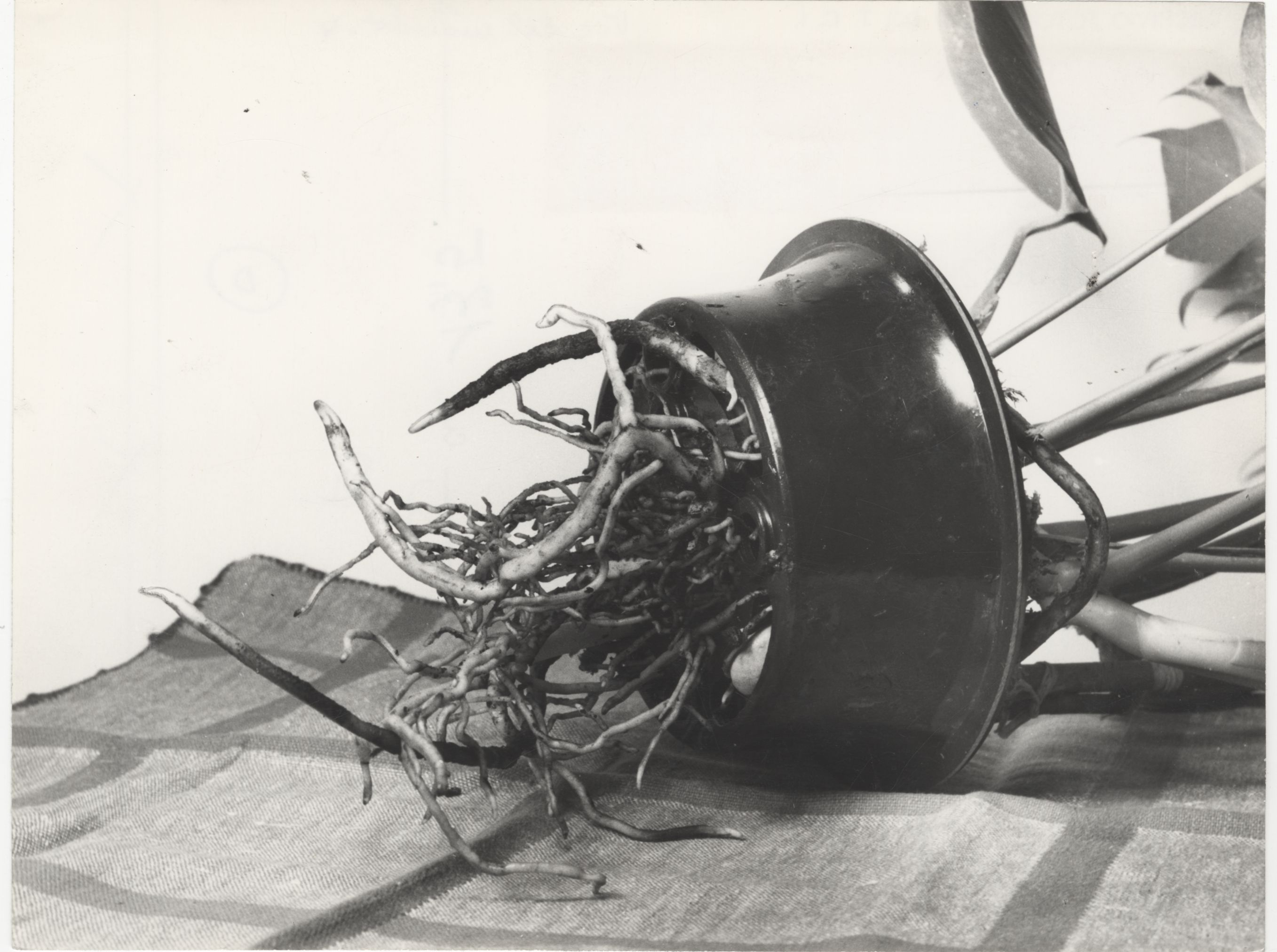
Primi esperimenti di idrocoltura in Italia nel 1959
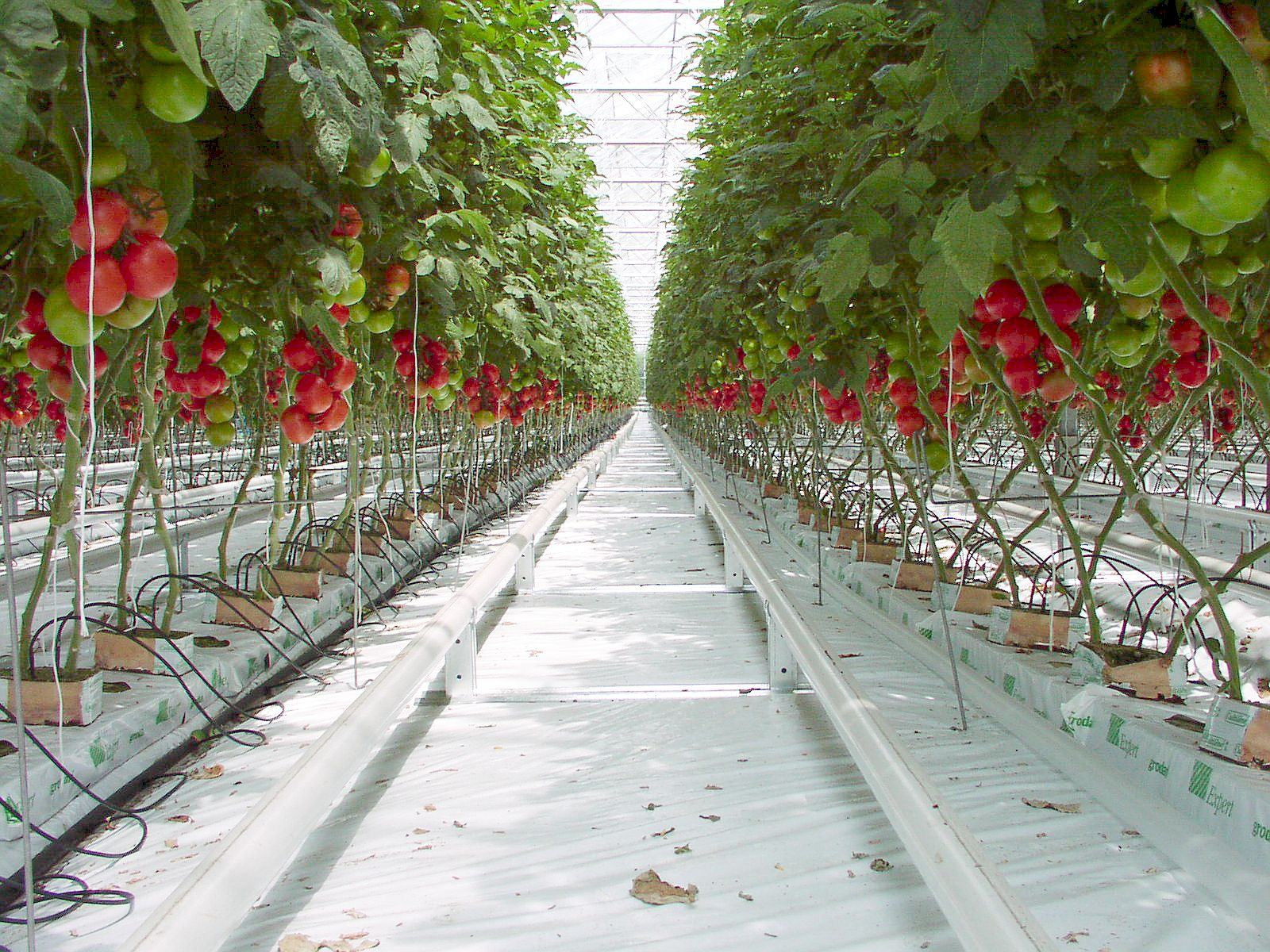
Pomodoro su lana di roccia
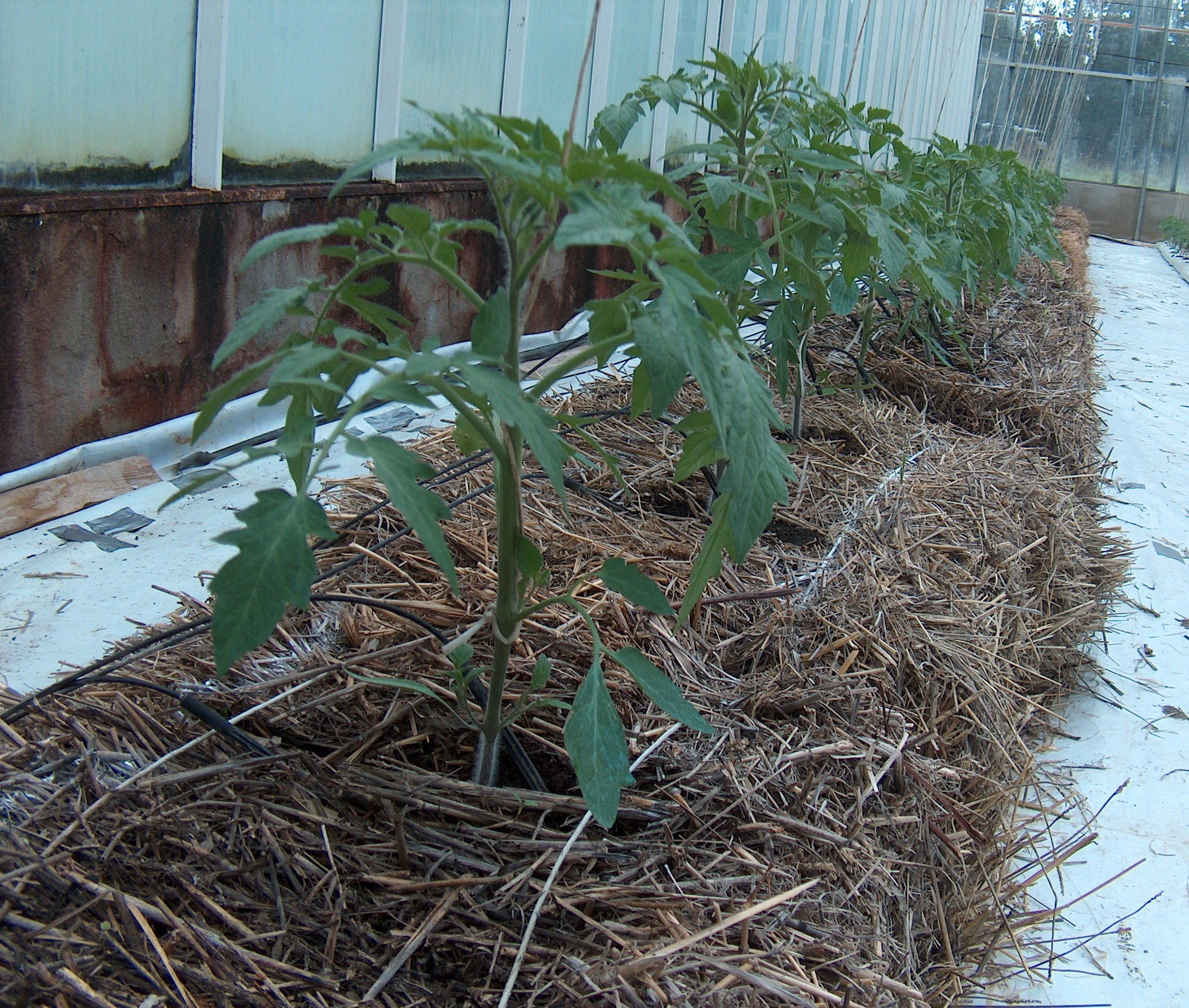
Pomodoro su paglia
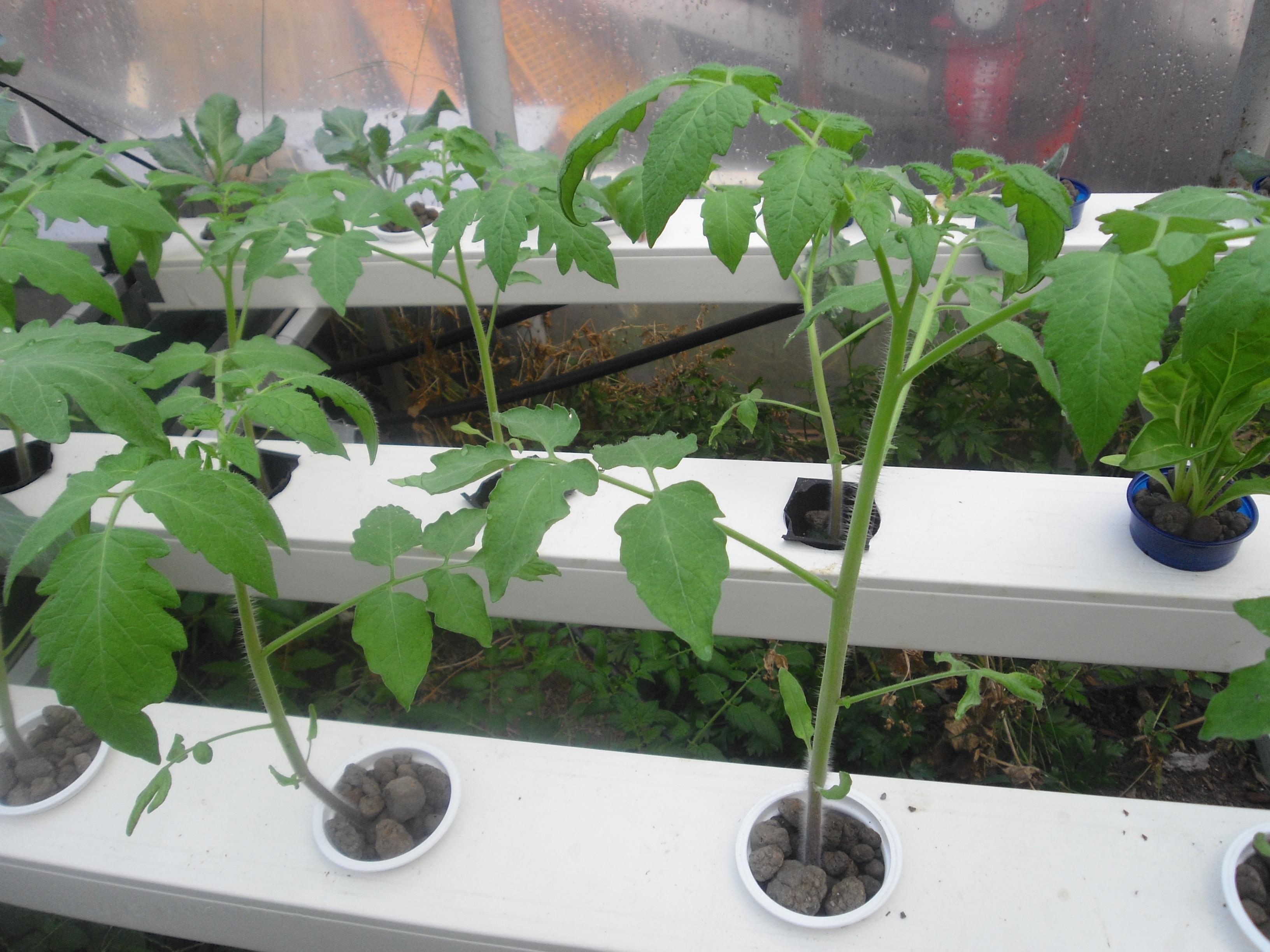
Pomodoro in idroponica
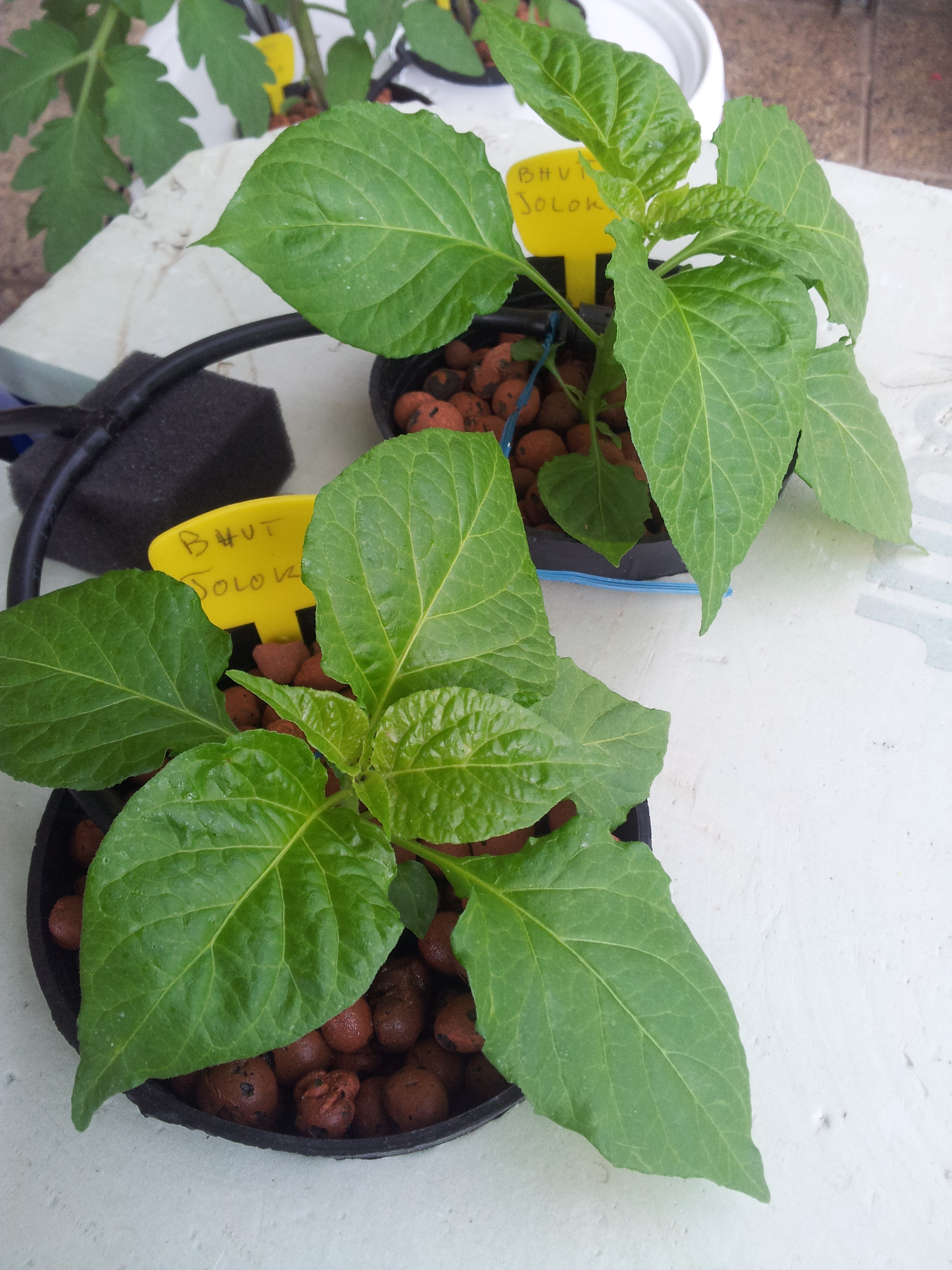
Peperoncini in idroponica
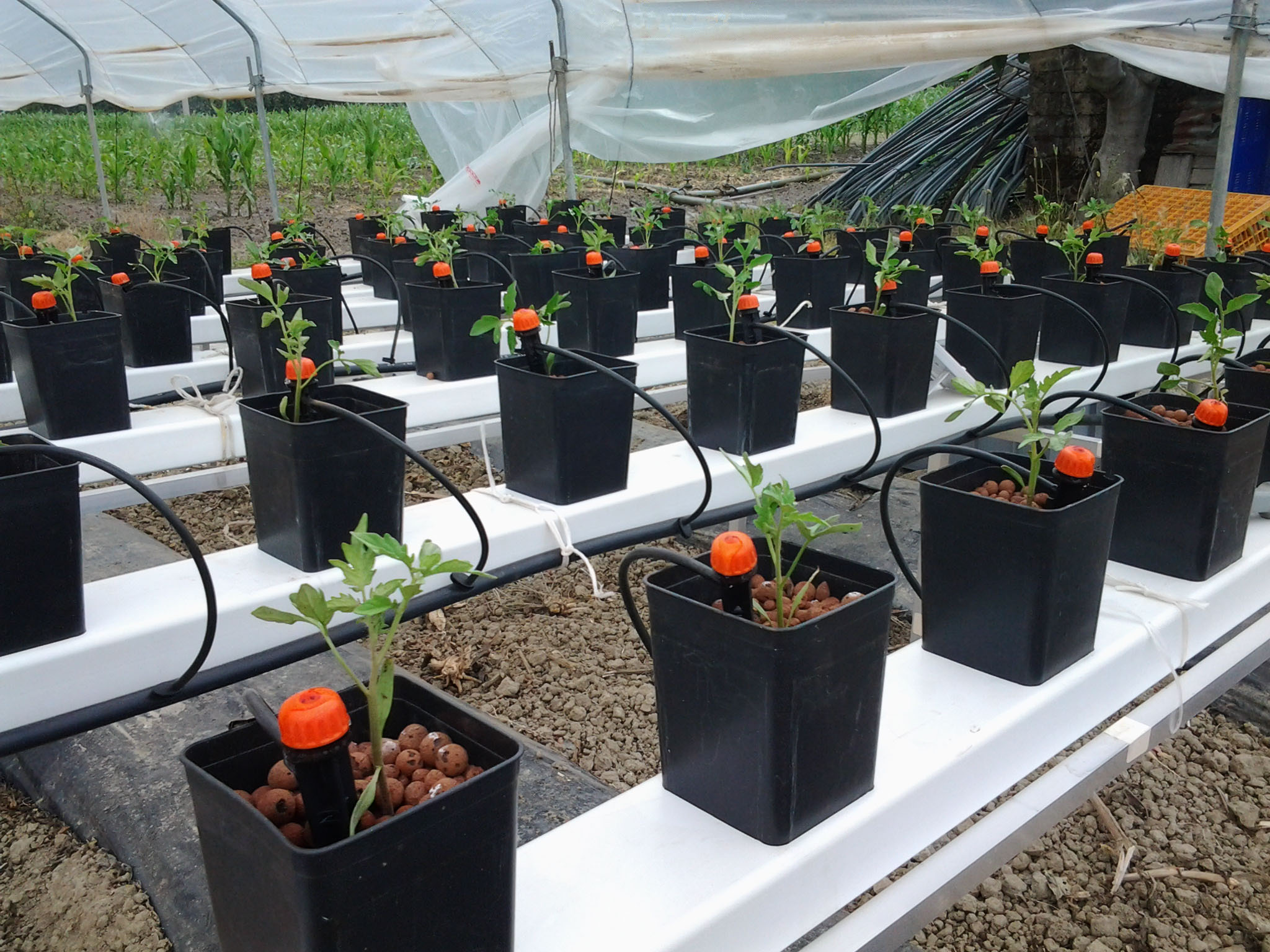
Pomodori in idroponica